# Plombier polonais
Le « plombier polonais » est une expression popularisée en France au printemps 2005 lors du débat sur le projet de traité constitutionnel européen, par référence à un projet de directive européenne, appelée Directive Services, très impopulaire en France, présenté par l'ex-commissaire européen au Marché intérieur néerlandais Frits Bolkestein.

## Origine
On  trouve l'expression sous la plume ironique de Philippe Val, dans un dossier de Charlie Hebdo de décembre 2004.
Mais c'est Philippe de Villiers qui provoque l'importante médiatisation du concept en faisant la déclaration suivante :

« Cette affaire est très grave, car la directive Bolkestein permet à un plombier polonais ou à un architecte estonien de proposer ses services en France, au salaire et avec les règles de protection sociale de leur pays d'origine. Sur les 11 millions de personnes actives dans les services, un million d'emplois sont menacés par cette directive. Il s'agit d'un démantèlement de notre modèle économique et social. »

Cette expression est reprise sur le mode ironique et provocateur par Frits Bolkestein dans le journal Libération en avril 2005, invoquant comme justification du projet de directive, la difficulté qu'il a à trouver un plombier pour les aménagements de sa résidence secondaire à Ramousies dans le Nord.

## Popularisation et reprises
Elle devient le symbole des polémiques entourant la campagne électorale portant sur le référendum français sur le traité établissant une Constitution pour l'Europe. Les partisans du « Non » et du « Oui » se sont renvoyé la responsabilité de cette escalade: les premiers accusant les seconds d'avoir inventé de toutes pièces une caricature destinée à les discréditer ; les seconds accusant les premiers de ne pas avoir montré trop d'empressement à décrier une métaphore ambiguë faisant appel à la fois à la peur de transformations économiques et aux sentiments xénophobes. Plusieurs personnalités politiques opposées au traité ont repris cette image, comme Jean-Luc Mélenchon.
Les nouvelles discussions et le retour dans l'actualité de la directive services sous une forme modifiée, en février 2006, réactivent l'emploi qui fait un usage récurrent de cette formule.
L’image du plombier polonais comme élément d'opposition à l'immigration pour cause de dumping social venant concurrencer sur le plan salarial les travailleurs bien rémunérés reste ancrée, pour être reprise pour des situations comparables : le chef d’entreprise français Vighen Papazian (PDG d’Infodis), dénonce ainsi en 2007 la concurrence « déloyale » des ingénieurs indiens, qu’il trouve encore plus dangereuse que celle des plombiers polonais.

## Réactions et critiques

### Réponses françaises
Plusieurs personnalités à gauche ont critiqué l'utilisation de cette image par des personnes de leurs partis militant contre le traité. François Hollande, alors premier secrétaire du PS et partisan du traité, parle lors d'un conseil national du parti qui fait suite à la campagne électorale, de « xénophobie » pour qualifier cette image. Daniel Cohn-Bendit, lui aussi partisan du traité, critique les « gens de gauche (...) qui n'ont trouvé comme bouc émissaire que le plombier polonais ». Des journalistes comme Serge July, alors directeur de Libération, parle lui aussi de « xénophobie » pour qualifier cette image.
Dans le film L'Arnacœur de Pascal Chaumeil, sorti en 2010, un des personnages, Marc (interprété par François Damiens), se déguise dans plusieurs scènes en reprenant ironiquement ce concept  de « plombier polonais ».

### Réponses polonaises
L'office du tourisme de Pologne a réutilisé cette image en se l'appropriant dans une publicité touristique. La publicité mettait en scène un mannequin avantageusement musclé, Piotr Adamski, habillé en plombier, et indiquant que parce qu'il restait en Pologne, les Français(es) devraient y venir pour le rencontrer. L'office du tourisme polonais explique que par ce détournement, ils taquinaient les Français sur l'image négative de la Pologne véhiculée par ce cliché, tout en indiquant qu'ils n'avaient pas de rancune et donc étaient prêts à accueillir des touristes français. Adamski a ensuite été invité par Laurent Ruquier sur le plateau de son émission On a tout essayé.
En mars 2011, deux artistes polonais, Maciej Kurak et Max Skorwider, ont organisé une protestation de « plombiers polonais » devant le bâtiment du Centre Pompidou.